# Nabil Kanso

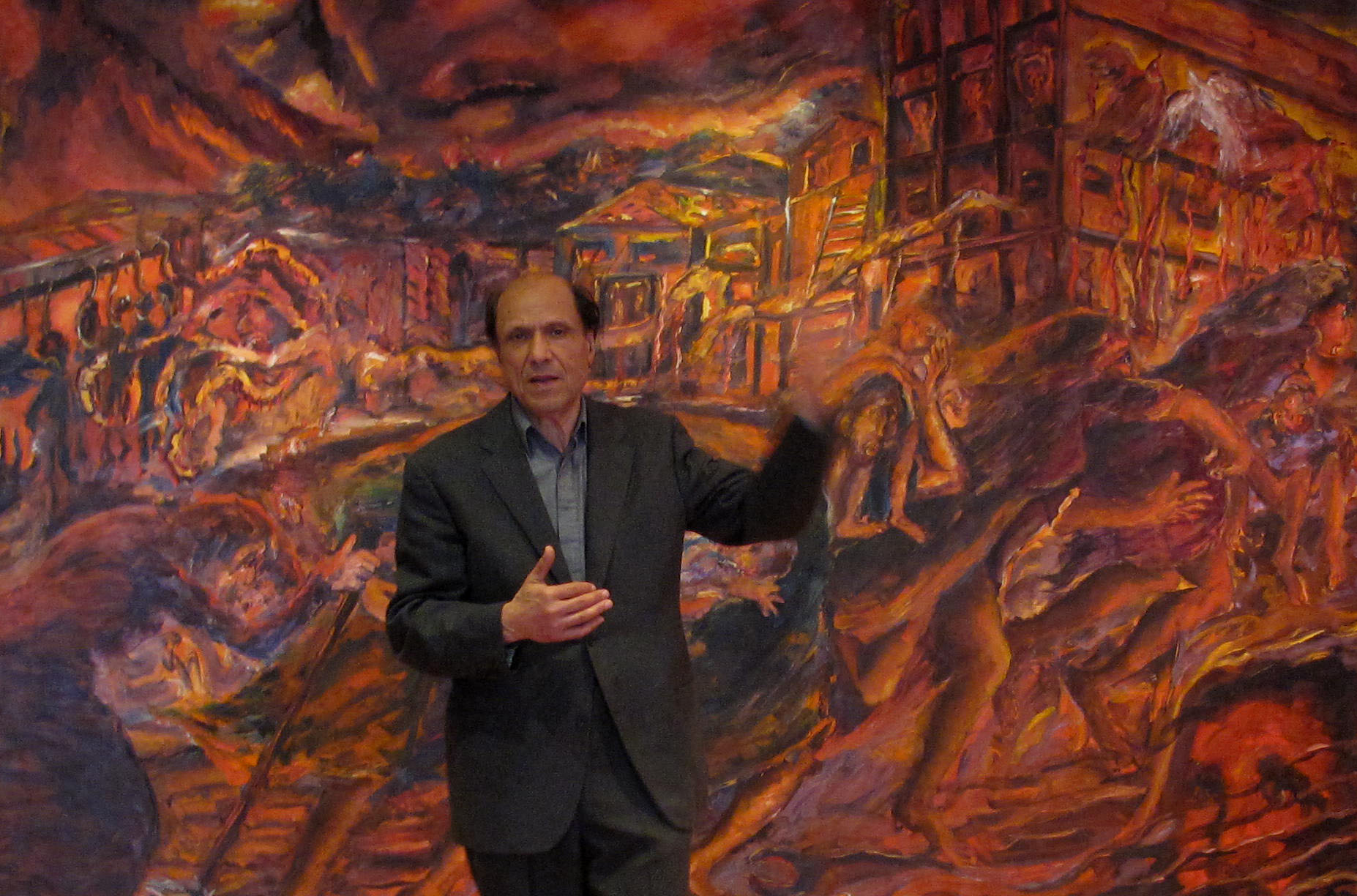
Nabil Kanso

Nabil Kanso (1946, Beirut, Líbano, nacionalizado estadounidense) es un pintor y activista social, cuya obra trata de temas contemporáneos, históricos y literarios caracterizado por sus composiciones figurativas de gran densidad e intensidad y en formato grande. En los años setenta, la Guerra de Vietnam y la Guerra de Líbano han afectado profundamente el desarrollo y la persistencia de sus temas dentro un concepto pictórico fuertemente expresivo en la evocación de la destrucción y la devastación de la guerra. Muestra sus obras cubriendo las paredes de toda la superficie de exposición con sus pinturas. La instalación que rodea el espectador intenta transmitir la intensidad entre la realidad del tema y la realidad de la pintura, y reflejar el compromiso del artista con los lienzos cuyos contenidos representan su vida visual y su relación con las culturas y tradiciones conflictadoras del occidente y del Oriente.

## Biografía
Asistió a escuelas Francesa y Libanesa en el Líbano. y en 1961, se fue a Londres para continuar su educación y estudió matemáticas y ciencias al London Polytechnic. Durante su estancia en Inglaterra, hizo frecuentes visitas a museos y galerías en París y varias ciudades de Europa. En 1966 se trasladó a Nueva York y comenzó a pintar óleos, acuarelas y grabados cursando estudios en arte, filosofía y ciencias políticas en la Universidad de Nueva York. En 1968, se ha comprometido a la pintura, adquirió un estudio en Manhattan, y se embarcó en el desarrollo de sus ideas y el método de la pintura.

## 1971–1979
En 1971, Kanso realizó su primera exposición individual en la Galería 76 en Nueva York mostrando 80 cuadros cuyos escenas figurativas reflejan influencias expresionistas, románticas y simbolistas. Entre 1971 y 1974. se celebró exposiciones de varios temas como la serie Aves de Presa, el Viajero, los Jinetes, Danza Macabra, Mujeres del Bourj, Retratos y Desnudos. las exposiciones recibieron atenciones críticas, sin embargo, la falta de subsistencia económica suficiente obligó al cierre de su studio cuyo contenido de años de obras fueron confiscados y, finalmente se perdieron o destruyeron. Entre 1974 y 1979, se adquirió estudios en diferentes lugares de las Carolinas, Atlanta, y Nueva Orleans produciendo un gran número de obras. Entre ellos la serie de Vietnam (1974), Líbano (1975-77), Un Minuto Hiroshima Nagasaki (1978-79), Jazz (1979), y la serie de Fausto (1976-79).

## 1980-2009
En 1980, Kanso se trasladó a Atlanta, donde establicío un taller y realozó varias exposiciones. En 1983, se marchó a Venezuela y organizó exposiciones en Maracaibo (1985) Caracas (1987) y Mérida (1987-88). Las exposiciones han estimulado el lanzamiento de su Jornada por la Paz en que una amplia gama de sus obras se han presentado a través de los auspicios de museos de arte e instituciones culturales en exposiciones que viajaron internacionalmente durante un período prolongado en los ochenta y noventa. Entre las obras de este período son la serie: Líbano (1980-83), Sudáfrica (1980), Vision del Sueño (1980-81), Apocalipsis (1984), Jinetes Apocalipticos (1980-82), Otelo (1985), Cluster Paintings (1986-88), La danza de Salomé (1988-1995), América: 500 Años (1989-91), Memoria Viva (1992-94), Teatro de la Guerra (1990-96), el Desierto Tempestuoso (1991-92), Retratos (1997-99), las Torres (2001), Afganistán (2002), Iraq (2004-06').

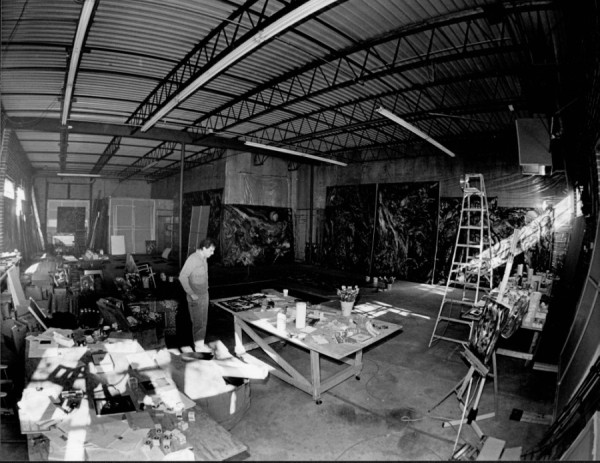